# Étole des quatre évangélistes
L'étole des quatre évangélistes est un vêtement liturgique et l'une des étoles du pape. 

## Description
Il était généralement porté par le pape sur une soutane blanche, un surplis et une mosette rouge. La couleur de base de l'étole est le rouge. De chaque côté, deux évangélistes avec leurs symboles sont représentés dans des édicules à fils d'or : Matthieu avec un ange/humain (en haut à gauche), Luc avec un taureau (en bas à gauche), Jean avec un aigle (en haut à droite) et Marc avec un lion (en bas à droite). Entre les deux, de chaque côté, se trouve un blason papal avec une tiare et des clés croisées. 

## Histoire
L'étole a été conçue à l'origine pour le pape Benoît XV. Son successeur direct Pie XI ne l'a pas portée. Pie XII, Jean XXIII, Paul VI, Jean-Paul Ier et Jean-Paul II l'ont portée sur le balcon de la basilique Saint-Pierre lorsqu'ils ont administré la bénédiction Urbi et orbi immédiatement après leur élection. Durant le pontificat de Jean-Paul II, l'usure des broderies était évidente, notamment sur les armoiries papales. Jean-Paul II a rejeté le projet de transférer la broderie sur un nouveau tissu par respect pour la pièce historique. Au lieu de cela, une copie complète a été réalisée. Il l'a porté notamment lors du Jubilé de l'an 2000. Benoît XVI a également porté la copie, ainsi que Léon XIV après son élection. Le pape François a également utilisé occasionnellement l'étole, par exemple lors de l'ouverture du Jubilé 2025. Lorsqu'il est apparu pour la première fois après son élection, il ne la portait pas immédiatement lors de son discours, mais l'a ensuite mise pour donner la bénédiction,.

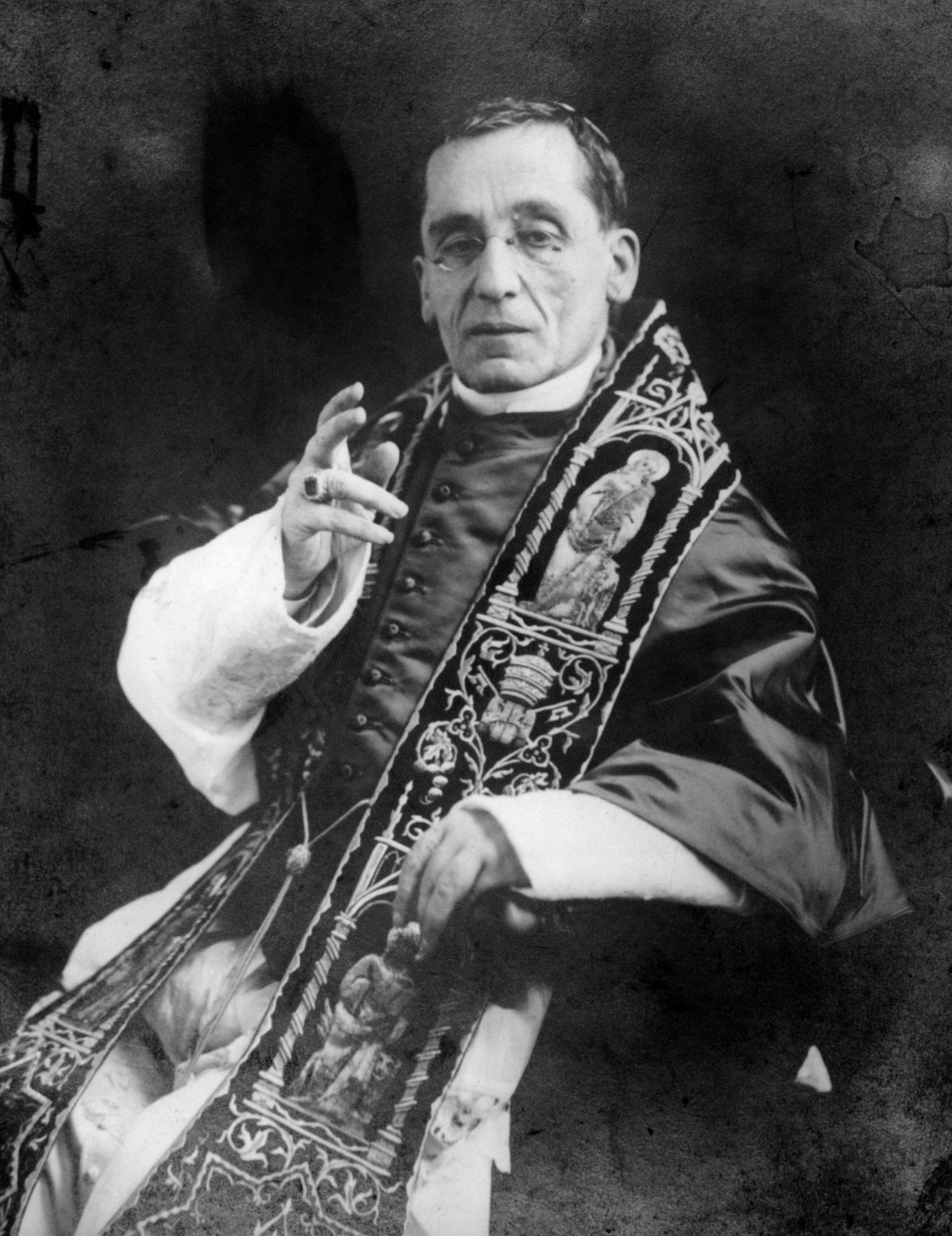
Benoît XV.
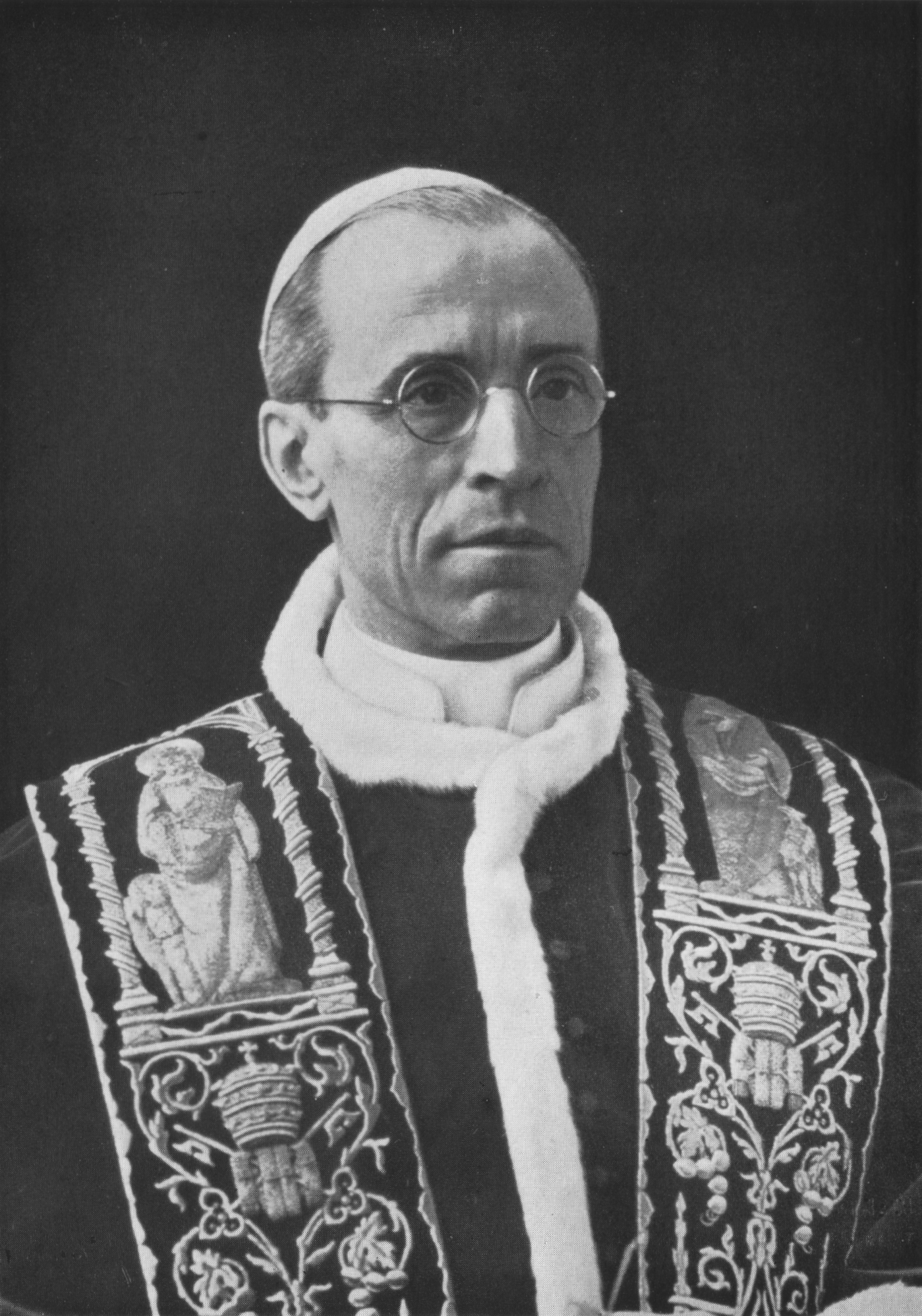
Pie XII.
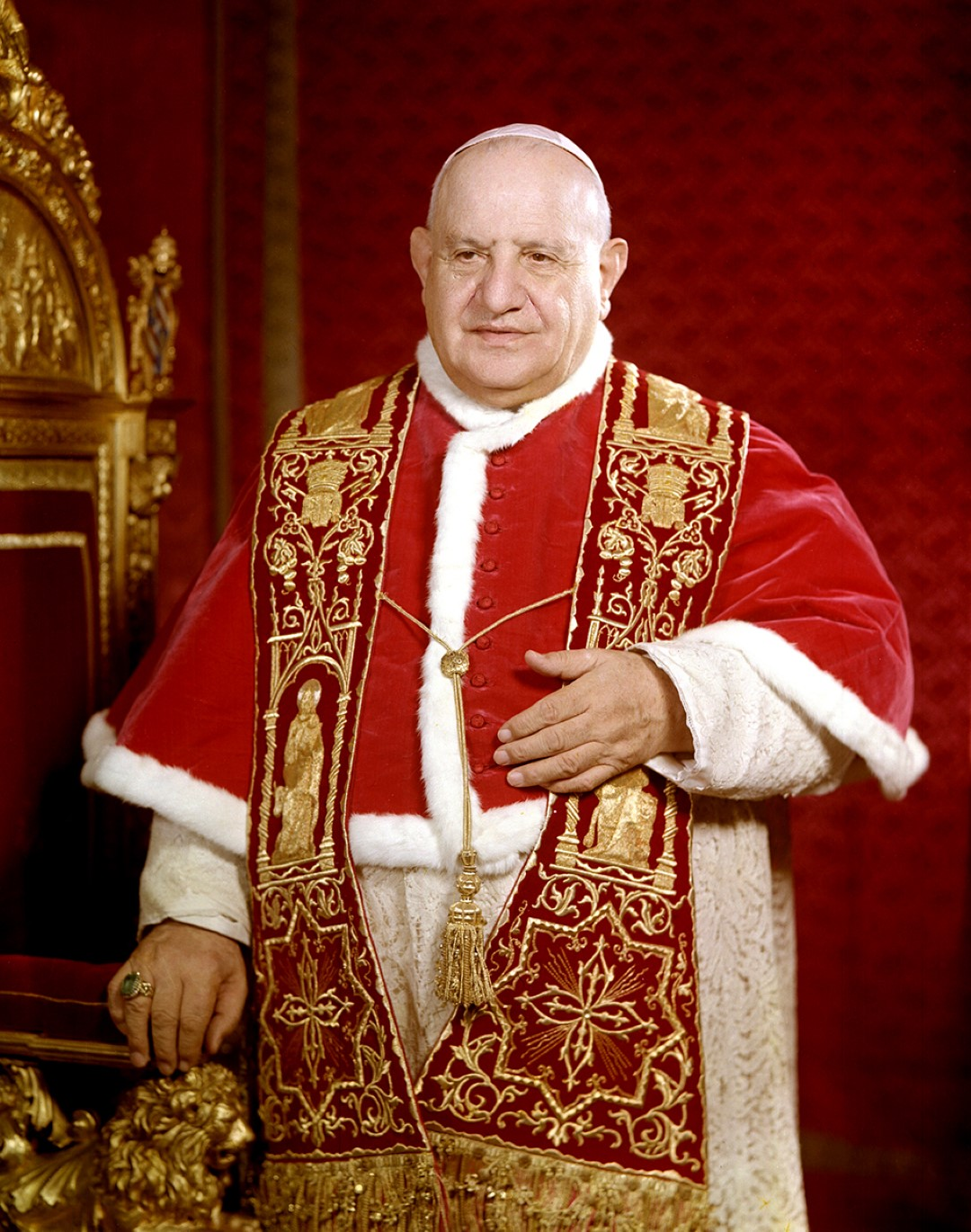
Jean XXIII.
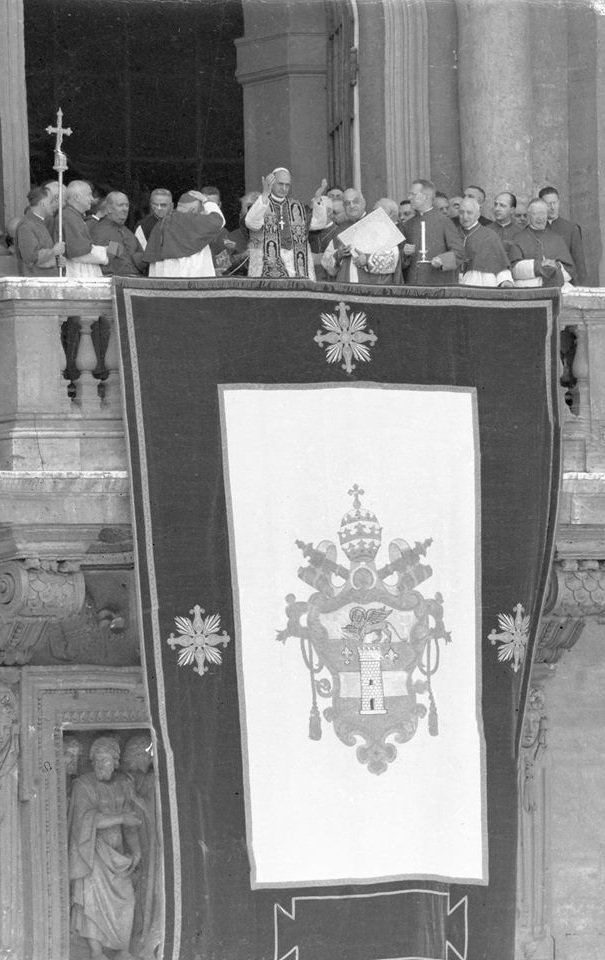
Paul VI.
Jean-Paul Ier.
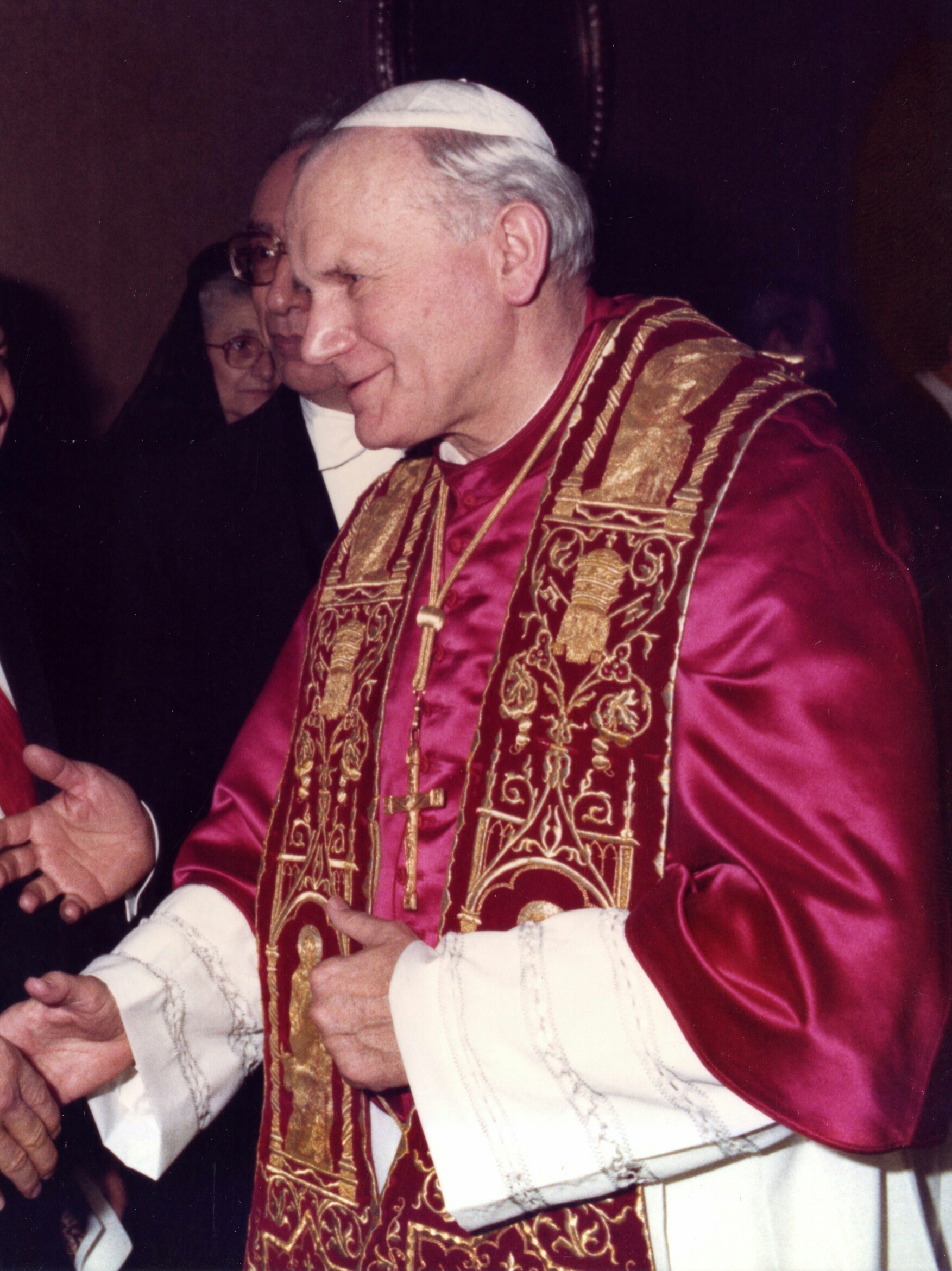
Jean-Paul II.
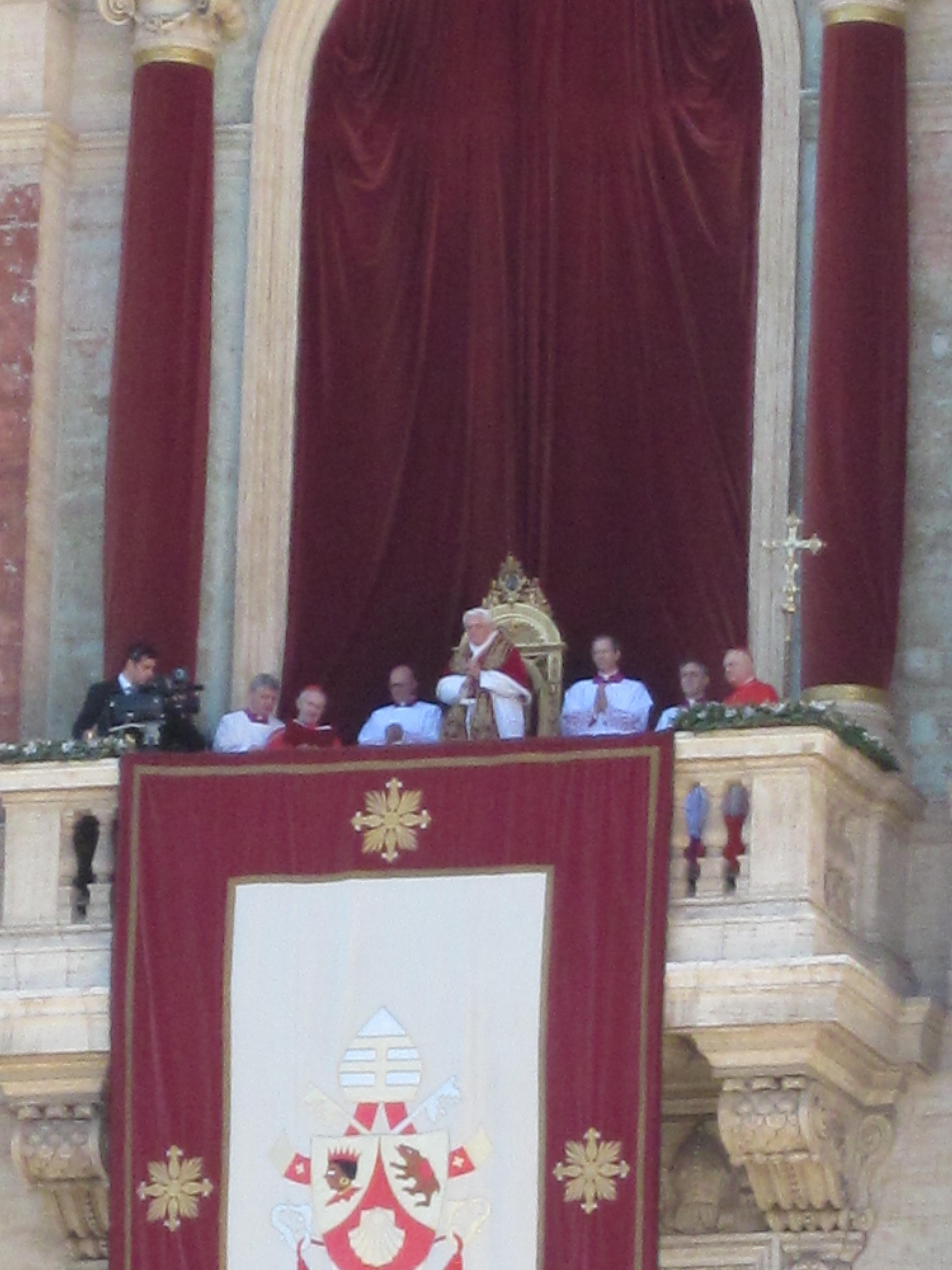
Benoît XVI.
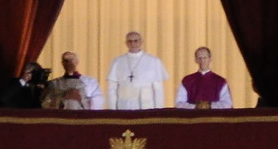
Apparition du pape François suite à l'Habemus papam, sans étole ni mosette.
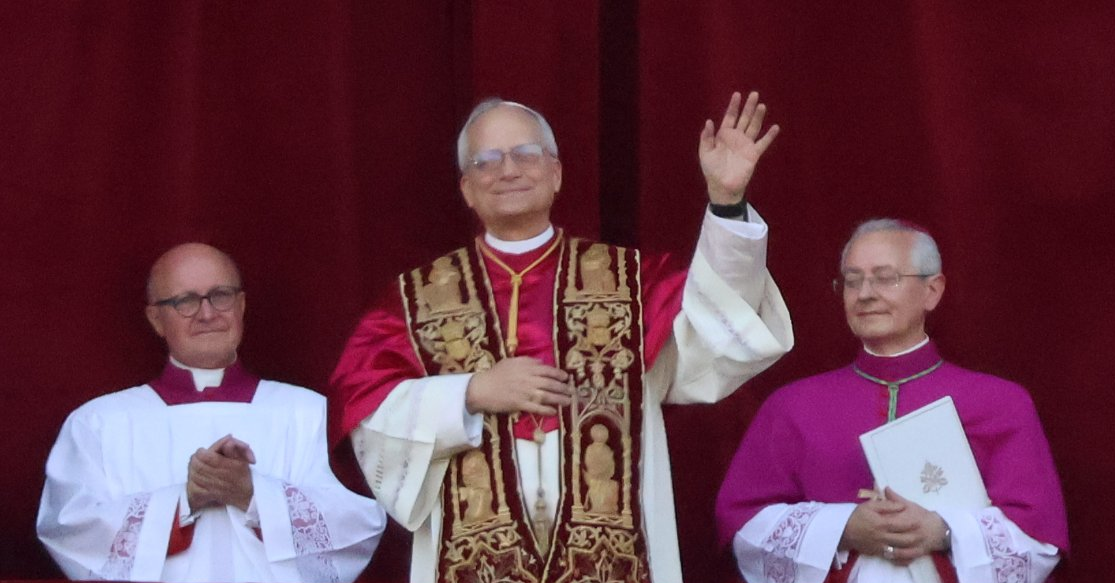
Léon XIV.